# Rasmus Larsen
Rasmus Larsen (født 24. april 1867 i Majbølle på Lolland ; død 24. februar 1950 i København med urne på Majbølle Kirkegård) var en dansk maler der blandt andet malede landskaber og især er kendt for blomsterfrisen i vandrehallen på Christiansborg.
Rasmus Larsen fik betegnelsen 'den onde maler' på grund af de små kommentarer han lod ledsage den frise han udførte i  vandrehallen mellem folketingssalen og landstingssalen på Christiansborg. Den 268 m lange blomsterfrise udførte han i perioden 1918-21 i tidens stil, skønvirke.
| Fra friseudsmykningen på Christiansborg |  |
|                                         |  |

| - Vandrehallen med Larsens frise der løber hen over træpanelerne - Vandrehallen - oversigt - Vandrehallen - trappe |

| - Landskaber af Rasmus Larsen - Landskab med fjordparti og marker, 1925 - Bakket landskab, 1940 |